# Artipe horiella
Artipe horiella är en fjärilsart som beskrevs av Matsumura 1929. Artipe horiella ingår i släktet Artipe och familjen juvelvingar. Inga underarter finns listade i Catalogue of Life.